# Récsi Emil
Salinei nemes Récsi Emil (Kolozsvár, 1822. november 17. – Pest, 1864. június 1.) magyar jogtudós, műfordító, az MTA tagja.

## Életpályája
Erdélyi nemesi családban, Récsi József, az országos számvevőség építészeti számtisztje és Brencsán Juliánna fiaként 1822-ben született. Szülei gondos nevelésben részesítették. Négyévesen már tudott írni-olvasni, ötévesen olyan jól zongorázott, hogy Carl Filtschhez hasonlították. Hétévesen beíratták e helyi gimnáziumba, amelyet 1835-ben kitűnő eredménnyel végzett el. Apja hadmérnöki pályára szánta, de a fiú gyenge testalkata miatt ez a terve meghiúsult. A kolozsvári líceumban a bölcseleti tanfolyam hallgatója volt, majd 1837. szeptember 17-én Pesten megszerezte a bölcseleti doktor fokozatot. Visszatért Kolozsvárra, és 1839-ig jogot hallgatott, majd a joggyakorlat megszerzése végett Marosvásárhelyen királyi táblai jegyzőnek esküdött fel, és 1841-ben ügyvédi vizsgát tett.
Ebben az időben kezdett az irodalom területén is tevékenykedni; Erdély több nevezetes levél- és könyvtárát átkutatta, hogy egy nagyobb terjedelmű történelmi regény írásához anyagot gyűjtsön. Megindította a Francia Regénycsarnok című könyvsorozatát. Irodalmi működésének elismeréseképpen kinevezték Doboka vármegye és Marosszék táblabírájának. Szépirodalmi törekvései mellett folytatta szakmai tanulmányait, Pestre utazott, és az egyetemi tanfolyamot pótló magánvizsgát és 1846. szeptember 23-án első jogi doktori szigorlatát kitűnő eredménnyel letette. 
Bár már ekkor mutatkoztak rajta betegségének jelei, melyben később meghalt, még ebben az évben tanítani kezdett egyházjogot és statisztikát a kolozsvári királyi líceumban. Amikor Huber Ferenc halálával megürült a politikai tudományok tanszéke, Récsi megpályázta; dolgozata alapján 1847. október 27-én kinevezték az érintett tudományok rendes tanárává, és a királyi kormányszék december 30-án ki is nevezte a tanszék élére. Nemsokára azonban, mialatt egy általa szerkesztendő hírlap előkészületeivel foglalkozott, a bekövetkezett politikai események más térre szólították.
Az erdélyi uniót követően báró Eötvös József vallás- és közoktatási miniszter 1848 májusában miniszteri titkárrá nevezte ki. Mielőtt Budára költözött, Récsi június 13-án Kolozsváron pápai felmentéssel összeházasodott unokatestvérével, Polixénával, nagybátyja, Brencsán József számvevőségi tanár leányával. A közoktatási miniszteriumban a felsőbb oktatási osztályban annak feloszlatásáig dolgozott, ezután egy ideig állás nélkül maradt. Mivel 1849 májusban nem sikerült áthelyeztetnie magát a pénzügyminisztériumhoz, anyagi okokból az időszaki sajtó területén keresett foglalkozást, emellett szaktanulmányait is folytatta. 1850. február 3-án báró Geringer Antal teljhatalmú császári biztos, az állam- és igazgatási jog újonnan rendszeresített tanszékének ideiglenes ellátásával bízta meg; február 18-án kezdte meg előadásait. Két évi helyettesi működés után 1852 januárjában rendes tanárrá nevezték ki; 1853. július 9-én pedig a hátralevő szigorlatok és védések elengedésével jogi doktorrá avatták.
Előadásait az ausztriai államjog, a közigazgatási- és pénzügyi jog témakörében tartotta. Tanszékének betöltése mellett a Pesti Napló szerkesztője is volt 1850 augusztusában, és 1851. szeptember 9-től közel másfél évig, a legsúlyosabb viszonyok közt; ez idő alatt számos tájékoztató, fejtegető, főleg nemzetgazdászati vezércikket írt. Óvatos eljárása dacára kétszer is megintették, sőt 1852 végén más könnyelműsége miatt törvényszéki vizsgálatot indítottak ellene, amelynek az uralkodó kegyelme vetett véget. A lap szerkesztését 1853. február 12-től Török Jánosnak adta át, és szabad óráit ismét a szépirodalomnak szentelte. A római jog taníthatási engedélyéért folyamodott, és azt 1856. szeptember 26-án azzal a megszorítással kapta meg, hogy előadásait kizárólag német nyelven tartsa.
1853. december 15-én a Magyar Tudományos Akadémia a törvénytudományi osztály levelező tagjává választotta. Az októberi diplomával egyidejű királyi leiratok a magyar államjog tanítását és a magyar tannyelv teljes visszaállítását eredményezték; mivel ezeket Récsi adta elő, megszaporodtak feladatai. További intézkedések a német tanárok távozását eredményezték, ezzel a római jog tanszéke megürült. Récsinek 1858. szeptember 25-én csak a római jog egyes részeinek előadására volt tanítási engedélye, 1860. március 24-én azonban a teljes tudományra kiterjesztették, és 1862. július 25-én rendes tanárrá nevezték ki. Már korábban megválasztották az 1861–62. tanévre a jog- és államtudományi kar prodékánjává, és a következő évre is megerősítették ebben a tisztségében.
1862 tavaszán egészsége megrendült, de a budai Istenhegy levegője jó hatással volt rá, így a tanév elején megkezdhette a tanítást. 1863. január 24-én egy vérhányási roham miatt félbe kellett szakítania munkáját; a gondos ápolás következtében az 1863–64. tanévben ismét megkezdhette előadásait, azonban 1864 márciusában ismét megbetegedett, s június 1-jén meghalt Pesten. A Magyar Tudományos Akadémián Pauler Tivadar tartott róla emlékbeszédet 1866. december 3-án.
Cikkei az Akadémiai Értesítőben (1859. II. A jogtudományról, mint jogtételek forrásáról, székfoglaló); a Pesti Naplóban (1861. 68. sz. Még egyszer a pragmatica sanctió); az Ujabb kori ismeretek tárában jelentek meg. Ő írta meg az egyik első, modern értelemben véve is tudományos közjogi munkát. Az Egyetemes magyar encyclopaedia egyes szócikkeit ő írta (többek között Achaei, Alexander Magnus, Actio, Ager álnéven).
Szén József 1857-ben bekövetkezett halála után Magyarország legjobb sakkozójának tartották. Amikor Erkel Ferenc 1859-ben abbahagyta a komoly sakkozást, akkor már egyértelműen ő számított a legerősebbnek. Bár nemzetközi versenyeken nem indult, nevét külföldön is ismerték: osztrák, német, sőt angol sakklapokban és rovatokban is jelentek meg játszmái, megfejtései, hozzászólásai és elemzései. Az 1925-ös győri nemzetközi verseny tornakönyvében a történeti értekezés részben külön fejezetet szenteltek neki.

## Művei
- Polgári s büntető törvényhozási értekezések. Bentham Jeremiás kéziratai után kiadta Dumont István, franciából ford. Kolozsvár, 1842–44, két kötet
- Erinnerungsrede, womit die am 18. Febr. d. J. (1850) in der juridischen Facultät der. kön. ung. Landes-Universität begonnenen Vorlesungen aus der politischen Gesetzkunde eröffnet hat. Ofen, 1850
- A telekadó rendszere Magyarországban az 1850. márcz. 4. cs. pátens szerint. Pest, 1850
- Politikai gazdászat tankönyve. Dr. Kudler József után. Buda, 1851. Két kötet: Elméleti rész (1): XVI, 227 p.; Gakorlati rész (2): XVI, 384 p.
- Az ausztriai birodalom közönséges és a koronaországok különös alkotmányjogának alaprajza. Vezérfonalul hallgatói számára. Pest, 1851
- Tökéletes útmutató az ideiglenes bélyegtörvényhez és minden eddig megjelent utólagos rendeletekhez, betűsorozatos rendben a közvetlenül fizetendő illetékek kiszabására és beszedésére rendelt hivatalok táblázati átnézetével. Pest, 1851
- Az úrbéri kárpótlás és a megszüntetett úrbéri kötelékből származó jogviszonyok szabályozása Magyarországon, a szerb-vajdaság és temesi bánságban az 1853. márcz. 2. cs. nyílt parancsok által. Előadva és jegyzetekkel ellátva. Pest, 1853
- Közigazgatási törvénytudomány kézikönyve, az ausztriai birodalmi törvényhozás jelen állása szerint különös tekintettel Magyarországra. Pest, 1854-55. Négy kötet.
- A római jog elvei, tekintettel a történeti fejlődésre. Scheurl Adolf után. Pest, 1857 (2. jav. kiadás: «A római jog elemei…» címen,  Pest, 1864)
- Magyarország közjoga, a mint 1848-ig s 1848-ban fennállott, Buda-Pest, 1861
- A római jog rendszere, tekintettel mai alkalmazhatóságára, vázlatban. Puchta Fr. Gy. után ford. Pest: Emich, 1862. 276 p.
- A római jog elemei, tekintettel a történeti fejlődésre. Pest: Emich, 1864. VVIII, 275 p.
- Magyarország közjoga / Récsi Emil. –  2. [átd. és bőv.] kiad. [átd.] Lőw Tóbiás. Budapest : Pfeifer, 1869. XV, 545 p.
- Magyarország közjoga / Récsi Emil. –  3. bőv. kiad. Budapest : Pfeifer, 1871. XVI, 564 p.

## Műfordításai
- Lélia. Regény. Sand György után franciából ford. Kolozsvár, 1842, két kötet (Francia Regénytár)
- Indiana. Kolozsvár, 1843, két kötet (Szerző életrajzával és arcképével. Francia Regénycsarnok 1., 2.)
- Matild, egy fiatal nő emlékiratai. Sue Eugen után franciából ford. Kolozsvár, 1843, két kötet (Bodor Lajossal együtt. Francia Regénycsarnok 3–10.)
- Hiúság vására. Regény. Thackeray után angolból ford. Pest, 1853, hét kötet (Sükeivel együtt. Külföldi Regénycsarnok 1., 2., 7–10.)
- Mont Reveche. Regény Sand Györgytől. Franciából ford. Pest, 1853, három kötet (Külföldi Regénycsarnok 4–6.)
- Printemps Zsófia. Regény. Írta ifj. Dumas Sándor, franciából ford. Pest, 1854, két kötet (Külföldi regénycsarnok 11., 12.
- Nehéz idők, mostani idők számára. Dickens Károly angol eredetije után ford. Pest, 1855, három kötet (Téli Könyvtár 1–3. Ism. P. Napló 1855. I. 49. sz.)
- Puszta ház. (Bleak house). Regény. Dickens Károly angol eredetije után ford. Pest, 1855–56, tíz kötet (Téli Könyvtár 4–13.)
- Kalmár és báró. Freytag Gusztáv «Soll und Haben» c. regénye után németből ford. Pest, 1856, hét kötet (Névtelenül. Téli Könyvtár 14–20.)
- A régi görög irodalom története. Müller K. O. és Donaldson J. V. után angolból ford. Pest, 1861, két kötet (→ a II. kötet elektronikus elérhetősége)